# Battaglia di Ad Decimum
La battaglia di Ad Decimum fu combattuta il 13 settembre 533 tra l'esercito dei Vandali, comandato dal re Gelimero, e l'Impero romano d'Oriente, sotto il comando del generale Belisario. Questo episodio e gli eventi che si verificarono negli anni seguenti sono a volte ricordati anche come la "battaglia di Cartagine". L'esito di questo scontro segnò l'inizio del declino dei Vandali e il primo passo della "riconquista" dei territori occidentali da parte dell'imperatore Giustiniano.
Ad Decimum (traducibile dal latino come "a dieci miglia"), è semplicemente un'indicazione del luogo ove si è verificata la battaglia, posto appunto dieci miglia a sud di Cartagine. Gelimero, con 11 000 uomini sotto il suo comando, inizialmente avanzò con decisione per posizionarsi in un punto favorevole posto sulla strada per Cartagine e da lì affrontare i 15 000 uomini di Belisario. Divise quindi le proprie forze, inviando 2 000 uomini sotto il comando del nipote Gibamundo nel tentativo di attaccare il fianco sinistro dell'esercito di Belisario, che in quel punto della strada era costretto ad avanzare in una stretta e lunga colonna. Un altro reparto, formato da altrettanti uomini, venne invece affidato al fratello di Gelimero, Ammata, con il compito di contenere l'esercito nemico in una gola presso Ad Decimum. Se tutto fosse stato eseguito secondo i piani, il corpo centrale dell'esercito di Gelimero, composto da 7 000 uomini, avrebbe seguito l'azione di Gibamundo sul fianco sinistro, impedendo la ritirata delle forze di Belisario.
Gibamundo fallì tuttavia nel porre a termine la sua missione: una forza di Romani e di mercenari unni respinse i suoi 2 000 uomini. Gibamundo fu ucciso nel combattimento. Anche Ammata fu sconfitto e ucciso da un altro reggimento romano in avanguardia, che respinse le sue truppe fino alle porte di Cartagine.
Il grosso delle truppe di Gelimero inflisse comunque serie perdite alle truppe di Belisario: i foederati di quest'ultimo furono infatti messi in rotta dai Vandali che, anche se inferiori sul piano numerico, combattevano in maniera più efficace. Tutto propendeva per una vittoria vandala.
Quando tuttavia Gelimero raggiunse le posizioni di Ammata e scoprì che il proprio fratello era stato ucciso, si perse d'animo e, perdendo tempo prezioso nel seppellire il corpo del parente nel campo di battaglia, non diede l'ordine finale d'assalto, che avrebbe probabilmente distrutto le fiaccate truppe romane e impedito ai mercenari unni che poco prima avevano sconfitto Ammata e Gibamundo di ricongiungersi con l'esercito di Belisario.
Guadagnato del tempo prezioso, Belisario fu abile nel raggruppare le proprie forze a sud di Ad Decimum e a lanciare il contrattacco, che respinse i Vandali e li mise in fuga. Gelimero fu costretto allora ad abbandonare Cartagine.
Belisario si accampò vicino al campo di battaglia, non volendo avvicinarsi troppo alla città durante la notte. Il mattino dopo marciò su Cartagine, ordinando ai propri uomini di non uccidere o ridurre in schiavitù la sua popolazione (com'era normale pratica di quel periodo), poiché riteneva i suoi abitanti cittadini romani sottoposti al giogo vandalo. Trovando i cancelli della città aperti e la popolazione che lo acclamava, il generale bizantino si diresse immediatamente al palazzo reale, sedendosi sul trono dei re vandali. Decise inoltre di ricostruire le fortificazioni intorno a Cartagine.
Dopo una seconda sconfitta nella battaglia di Ticameron nel dicembre dello stesso anno, il regno vandalo cessò definitivamente di esistere.